# Maciej Sokołowski (zm. 1643)
Maciej Sokołowski herbu Pomian (zm. w 1643 roku) – starosta radziejowski w latach 1631–1639.
W 1632 roku był elektorem Władysława IV Wazy z województwa brzeskokujawskiego.